# Nicolae Linca
Nicolae Linca (Cergău Mare, 2 gennaio 1929 – Feisa, 28 giugno 2008) è stato un pugile rumeno.
Ha vinto una medaglia olimpica in due partecipazioni (1952 e 1956) ai giochi.

## Palmarès
Olimpiadi
- 1 medaglia:
  - 1 oro (pesi welter a Melbourne 1956).

Europei dilettanti
- 2 medaglie:
  - 2 bronzi (pesi welter a Varsavia 1953, pesi welter a Berlino 1955).